# Robert Vaughn
Robert Francis Vaughn (født 22. november 1932, død 11. november 2016) var en amerikansk teater-, tv- og filmskuespiller.

## Filmografi
- Dødens flod (1989)
- Den, der ler sidst - ler bedst (1987)
- Væk på 10 sekunder (1985)
- Rumpiraterne (1980)
- Hangar 18 (1980)
- Stemplet for altid (1978)
- Broen ved Remagen (1969)
- Bullitt (1968)
- Syv mænd sejrer (1960)

- The Man From U.N.C.L.E. (1964-1968): Amerikansk serie i 105 afsnit med Robert Vaughn som Napoleon Solo.